# Daniel Díaz i Esculies
Daniel Díaz i Esculies (Sant Vicenç de Castellet, Bages, 1952) és doctor en Història Contemporània per la Universitat de Barcelona.
Va ser pioner en l'estudi de l'exili republicà generat per la Guerra Civil espanyola de 1936-1939 i en l'oposició catalanista al franquisme, camp en què és especialista. És autor de nombrosos estudis d'investigació i divulgació publicats en llibres i revistes (El Temps, Avui, L'Avenç, Serra d'Or, Afers, Quaderns del Cercle, etc.).

## Obres

### Llibres
- El Front Nacional de Catalunya (1939-1947) (1983) Edicions de La Magrana
- El catalanisme polític a l'exili (1939-1959). Ed. de la Magrana. Barcelona, 1991
- Entre filferrades. Un aspecte de l'emigració republicana dels Països Catalans (1939-1945). Ed. de la Magrana. Barcelona, 1992
- L'exili català de 1939 a la República Dominicana. Ed. de la Magrana. Barcelona, 1995
- L'oposició catalanista al franquisme: El republicanisme liberal i la nova oposició (1939-1960). Publicacions de l'Abadia de Montserrat. Barcelona, 1996
- Objectiu matar Companys (el report de Josep Maria Xammar) publicat a la revista L'Avenç, 1998.
- De la Guerra civil, l'exili i el franquisme (1936-1975). Publicacions de l'Abadia de Montserrat. Barcelona, 2008.
- El neoespanyolisme radical a Catalunya. La formació de Ciutadans-Partido de la Ciudadanía. Publicacions de l'Abadia de Montserrat, Barcelona, 2008
- L'exili dels Països Catalans durant la Guerra Civil de 1936-1939. Publicacions de l'Abadia de Montserrat. Barcelona, 2013

### Col·laboracions
- Dues vies per a la recuperació nacional de Catalunya: Polítiques de Carles Pi i Sunyer i Josep Tarradellas (1939-1945), a Quaranta anys d'exili (1939-1975). Memòria i Història. Fundació Carles Pi i Sunyer d'Estudis Autonòmics i Locals. Barcelona, 1993, p.p. 89-100
- Estat Català contra Lluís Companys, a "El Temps d'Història" Suplement mensual publicat per "El Temps", núm. 1075. Edicions del País Valencià (València), del 18 al 24 de gener del 2005, pp. 4-7
- L'exili a Amèrica: arribada i instal·lació. L'esperança reneix a l'altre costat de l'Atlàntic, a La Guerra Civil a Catalunya (1936-1939). L'exili. Vol. 6, Ed. 62. Barcelona, 2007, pp. 85- 91
- L'exili de Catalunya de 1939, a "Materials d'Història de Catalunya", núm. 10, setembre de 2008.
- La lluita per la internacionalització de la qüestió nacional catalana durant el franquisme (1939-1955), a Catalunya i els tractats internacionals. Fundació Occitano Catalana-Rúbrica Editorial. Barcelona, 2003, pp. 113-133
- L'emigració republicana de Catalunya el 1939, a "Serra d'Or" (Barcelona), núm. 473, maig de 1999, pp. 17-19
- Els exilis de la Guerra Civil als Països Catalans (1936-1939), a Les exilés catalans en France, PUPS. París, 2005, pp. 151-166